# جون دبليو. ستيفنسون
جون دبليو. ستيفنسون (بالإنجليزية: John W. Stevenson)‏ هو محامي وسياسي أمريكي، ولد في 4 مايو 1812 في ريتشموند في الولايات المتحدة، وتوفي في 10 أغسطس 1886 في كوفينغتون في الولايات المتحدة. حزبياً، نشط في الحزب الديمقراطي. وقد انتخب حاكم كنتاكي ‏ (8 سبتمبر 1867 – 3 فبراير 1871) وانتخب عضو مجلس النواب الأمريكي وانتخب عضو مجلس الشيوخ الأمريكي.